# Cité scolaire de Saint-Nazaire
 (mars 2021).
Si vous disposez d'ouvrages ou d'articles de référence ou si vous connaissez des sites web de qualité traitant du thème abordé ici, merci de compléter l'article en donnant les références utiles à sa vérifiabilité et en les liant à la section « Notes et références ».
La Cité scolaire de Saint-Nazaire se compose de plusieurs établissements publics d'enseignement. Elle est située à Saint-Nazaire, en Loire-Atlantique. Elle comprend le lycée Aristide-Briand, qui est le seul lycée public d'enseignement général et technologique de la ville, et le lycée Professionnel Brossaud-Blancho, qui se consacre aux enseignements professionnels industriels et tertiaires. La Cité scolaire est inaugurée en 1959 et connait une restructuration très importante dans les années 1990. C'est une des plus grandes cités scolaires de France.

## Historique

### Origine du nom
- Jean Brossaud est né en 1905 à Nantes. Parfois qualifié d'« autoritaire », il a été socialiste, résistant nazairien, il est mort dans les camps en 1945 en héros discret ; professeur au lycée technique à l’EPCI.
- François Blancho est né le 28 juin 1893 à Saint-Nazaire et est mort le 2 février 1972. Apprenti chaudronnier à partir de l’âge de 12 ans, il s'engage en politique, est conseiller municipal de Saint-Nazaire à partir de 1919 puis maire de la ville. Député de 1928 à 1940 puis de 1962 à 1967.

### À l'origine trois établissements scolaires
L'installation des chantiers navals à la fin du XIXe siècle dans le petit bourg de Saint-Nazaire attire une foule de migrants vers cette « petite Californie bretonne ». En 1862 le premier établissement secondaire de Saint-Nazaire est créé par un professeur libre. En 1877 est inauguré un « Collège communal » de garçons qui prépare au baccalauréat spécial (ou moderne) mais qui n'autorise pas l'accès aux facultés de lettres, droit et médecine. À partir de 1902, il dispense un enseignement classique sans latin « nécessaire aux enfants que les parents destinaient aux carrières libérales ». En 1911 est créé le premier collège de filles.
Ces deux premiers collèges, Aristide-Briand pour les garçons, Manon-Roland pour les filles dispensent un enseignement général qui ne concerne qu'une minorité des enfants de la ville. En 1904 c'est la naissance de l'École Pratique d'Industrie qui accueille des élèves de plus de 12 ans, titulaires du certificat d'études primaires. Les études y durent trois ans avec une part importante d'enseignement général et de dessin industriel. L'ouverture d'une section commerciale en 1911 n'a pas le succès escompté auprès des garçons : l'école admet alors des jeunes filles.
Durant la Seconde Guerre mondiale, les bombardements conduisent l'autorité académique à fermer les établissements scolaires en novembre 1942. Il faut attendre plusieurs années après la fin du conflit pour que les différents établissements d'enseignement secondaire se réinstallent définitivement à Saint-Nazaire. D'abord dispersés dans différents locaux ou baraquements, ils vont être réunis dans la Cité Scolaire.

### Cité scolaire

#### Construction
La ville de Saint Nazaire décide de concevoir un seul établissement qui recevra tous les élèves des écoles primaires de la ville et de sa couronne. Les classes de sixième et de cinquième seraient communes, ensuite les élèves seraient orientés dans un lycée classique (moderne), dans le collège technique Jean-Brossaud, dans un centre d'apprentissage, ou dans le collège technique François-Blancho (les changements de nom de ces établissements sont répertoriés dans un tableau dans le livre Cité des possibles).
Noël Le Maresquier succède en 1948 à Germain Debré pour diriger la construction de la Cité scolaire. Malgré les contraintes imposées par le Ministère de l'éducation nationale et les rigueurs financières, les architectes réussissent un ensemble qui appliquent les principes de l'école de Le Corbusier. Ainsi la Cité scolaire participe au grand mouvement de reconstruction de la ville en même temps que la gare, l'hôpital, l'hôtel de ville et s'inscrit aujourd'hui dans le patrimoine de l'architecture moderne d'après guerre.
En 1959 a lieu l'inauguration officielle de la Cité scolaire mais les travaux s'étendent de 1954 à 1967.
La dépense évaluée en 1959 atteint 2 milliards d'anciens francs (soit 39 millions d'euros en 2023). C'est le deuxième chantier de la reconstruction à Saint-Nazaire après celui de l'hôpital.Il y a trois sources de financement : les dommages de guerre cumulés pour le collège Aristide-Briand, le collège Manon-Roland, l'EPCI, l'école primaire supérieure de fille (25 %) ; la participation de l'État (61 %) ; la participation de la ville (14 %).

#### Restructuration
Financée par le Conseil régional des Pays de la Loire, la restructuration de la Cité scolaire est l'une des plus importantes opérations de rénovation des lycées de la Région des Pays de la Loire. Commencée en 1992, elle s'étale sur dix ans.Le projet donne lieu à des débats : opération de réhabilitation ou réalisation d'un second lycée extérieur de 800 places qui serait consacré à l'enseignement général ? C'est la première option qui l'emporte pour des raisons financières et par l'attachement à l'idéal d'origine.

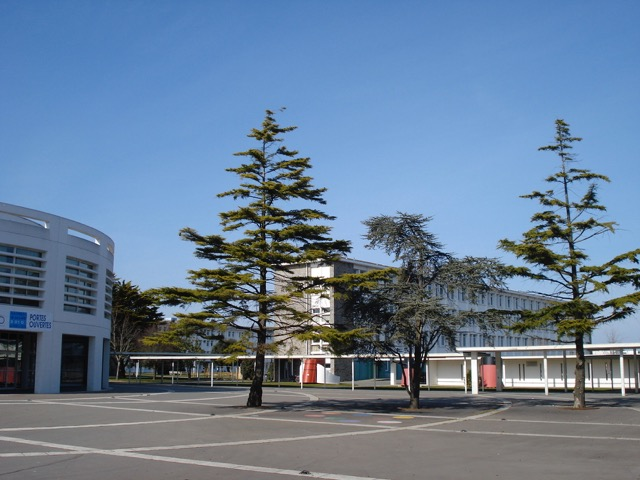
On aperçoit une partie du cœur de la Cité scolaire: des volumes cylindriques s'opposent aux parallélépipèdes des bâtiments anciens.

D'un point de vue architectural, « les concepteurs tout en marquant leur différence ont recherché un style qui s'inscrit dans l'ensemble de la cité: des volumes cylindriques s'opposent aux parallélépipèdes des bâtiments anciens, le béton brut ponctuellement coloré réveille le blanc des façades. La grande rue principale, les sols en asphalte coulé renforcent l'idée d'une ville dans la Cité. La présence à l'entrée de modèles réduits de cheminées de célèbres navires construits à Saint-Nazaire sont un clin d'œil à la vie locale ».
Les trois lycées ont vocation à être individualisés, mais avec un pôle commun. La Cité se donne un « cœur » avec cafétéria, CDI,, salles multimédias, plateau télé, amphithéâtre et service de restauration. Le coût de la rénovation s'élève à 44,8 millions d'euros soit près du double de la prévision initiale.
En 2007 les lycées professionnels Brossaud et Blancho fusionnent et deviennent le Lycée professionnel Brossaud-Blancho.

## Enseignement

### Lycée professionnel Brossaud-Blancho
Durant l'année scolaire 2016-2017, il offre une palette diversifiée de formations, avec des possibilités de poursuites d’études du CAP au bac professionnel. Il permet aussi une orientation post-quatrième avec l'accueil d'environ trois classes en Troisième préparatoire à la Formation professionnelle. Depuis septembre 2009, le Lycée professionnel a ouvert une unité localisée d'inclusion scolaire (ULIS) qui accueille 10 élèves handicapés afin de leur assurer le maintien ou l'inclusion en milieu scolaire ordinaire. Le lycée accueille aussi une classe relais.

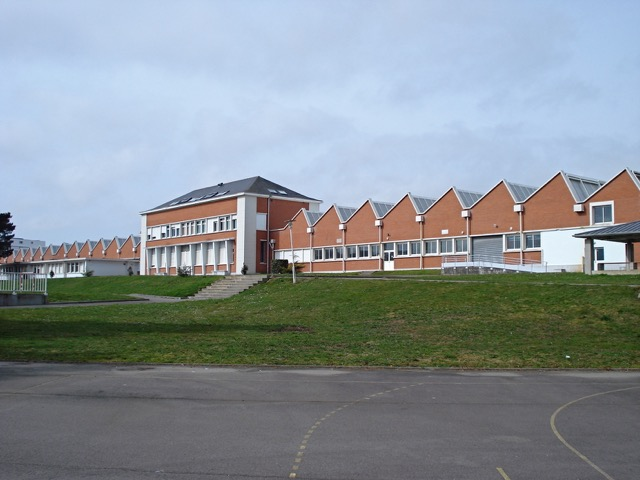
Les Ateliers que partagent le Lycée professionnel Brossaud-Blancho et le Lycée Aristide Briand

#### Secteur industriel
Aéronautique, électrotechnique, chaudronnerie et productique.
- Bac professionnel d'Aéronautique, option Avionique
- Bac professionnel des métiers de l'électricité et de ses environnements connectés
- Bac professionnel de technicien de Chaudronnerie industrielle
- Bac professionnel de technicien d'usinage
- CAP de Réalisation de chaudronnerie industrielle
- CAP de Préparation et réalisation d'ouvrages électriques
- Mention complémentaire pour technicien en soudage

#### Secteur des services
Agent polyvalent de restauration, aide à la personne et sciences médico-sociales
- Bac professionnel d'Accompagnement, soins et services à la personne (option "structure")
- CAP d'Agent polyvalent de restauration
- CAP d'Assistant technique en milieu familial et collectif
- Mention complémentaire pour l'Aide à domicile
- Formation complémentaire pour l'Initiative locale
- Préparation au Concours d'aides soignantes et d'auxiliaires de puériculture

#### Secteur tertiaire
Gestion-administration, vente et commerce
- Bac professionnel de Gestion-administration
- Bac professionnel de Commerce
- Bac professionnel de Vente
- CAP d'Employé de commerce multi-spécialité

#### Résultats du bac de 2010 à 2016

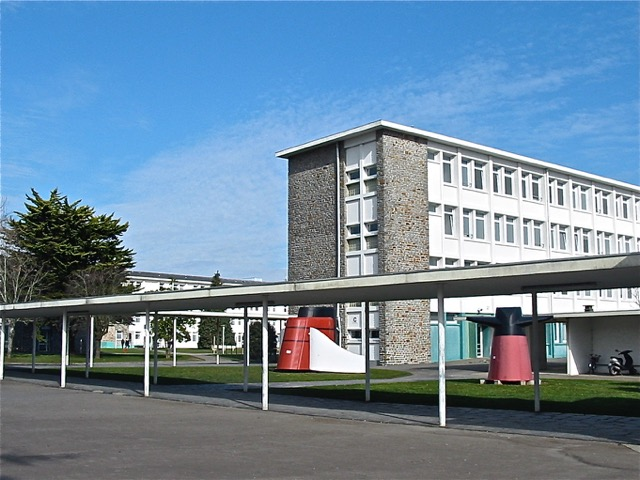
Les bâtiments d'enseignement général du Lycée Aristide-Briand. On aperçoit les modèles réduits de cheminées de navires construits à Saint-Nazaire.

### Lycée Aristide-Briand
Le lycée offre une formation secondaire de la seconde à la terminale, des classes de BTS (Brevet de technicien supérieur) et aussi de CPGE,.

#### Parcours scientifique
Bac technologique
Les séries STi2 et  Bac STL (Sciences et technologies de Laboratoire).
Bac général
En spécialité scientifique et Informatique et sciences du numérique
Des BTS industriels
BTS Aéronautique, BTS en Constructions métalliques (CM) , BTS Construction navale (CN), BTS en Construction et réalisation en chaudronneries industrielle (CRCI) , BTS en Électrotechnique, BTS en Conception et réalisation des processus de conception de produits (CPRP)
Des CPGE (classes préparatoires en 2 ans)
CPGE en Technologie et sciences industrielles (TSI), CPGE en Physique, chimie et sciences de l'ingenieur (PC-PCSI)

#### Parcours sciences humaines
Bac technologique
Séries STMG et ST2S
Bac général
Spécialités scientifiques, Informatique et sciences du numérique, économique et sociale, littéraire
BTS tertiaire (bac +2)
BTS en Assistant de manager (AM), BTS en Management des unités commerciales (MUC), BTS en Services et prestations des secteurs sanitaire et social (SP3S)
Formation complémentaire
Formation complémentaire pour infirmière et formation complémentaire en services sociaux

#### Résultats du bac
Résultat 2010 à 2016 et classement du lycée en 2017,,

## Personnalités liées
- Joël Batteux[17]a été élève.
- Laurent Berger[17] a été élève.
- Gabriel Cohn-Bendit y a été professeur d'allemand avant de partir fonder le lycée expérimental de Saint-Nazaire.
- Laurianne Deniaud[17] a été élève.
- Delphine Coutant a été élève.
- Patrick Deville[18] a été élève dans les années 1970 et professeur de philosophie à la fin des années 1980.
- Alexandre Guyodo a été professeur d'éducation physique dans les années 1960.
- Zaho de Sagazan a été élève.
- Patrice Jean a est actuellement professeur.
- Patrick Denieul est actuellement professeur.
- Philippe Diallo président de la FFF
- Violaine Lucas professeur actuel